# NHK札幌放送局
NHK札幌放送局（エヌエイチケイさっぽろほうそうきょく）は、北海道札幌市中央区にある日本放送協会（NHK）の地域放送局。

## 所在地

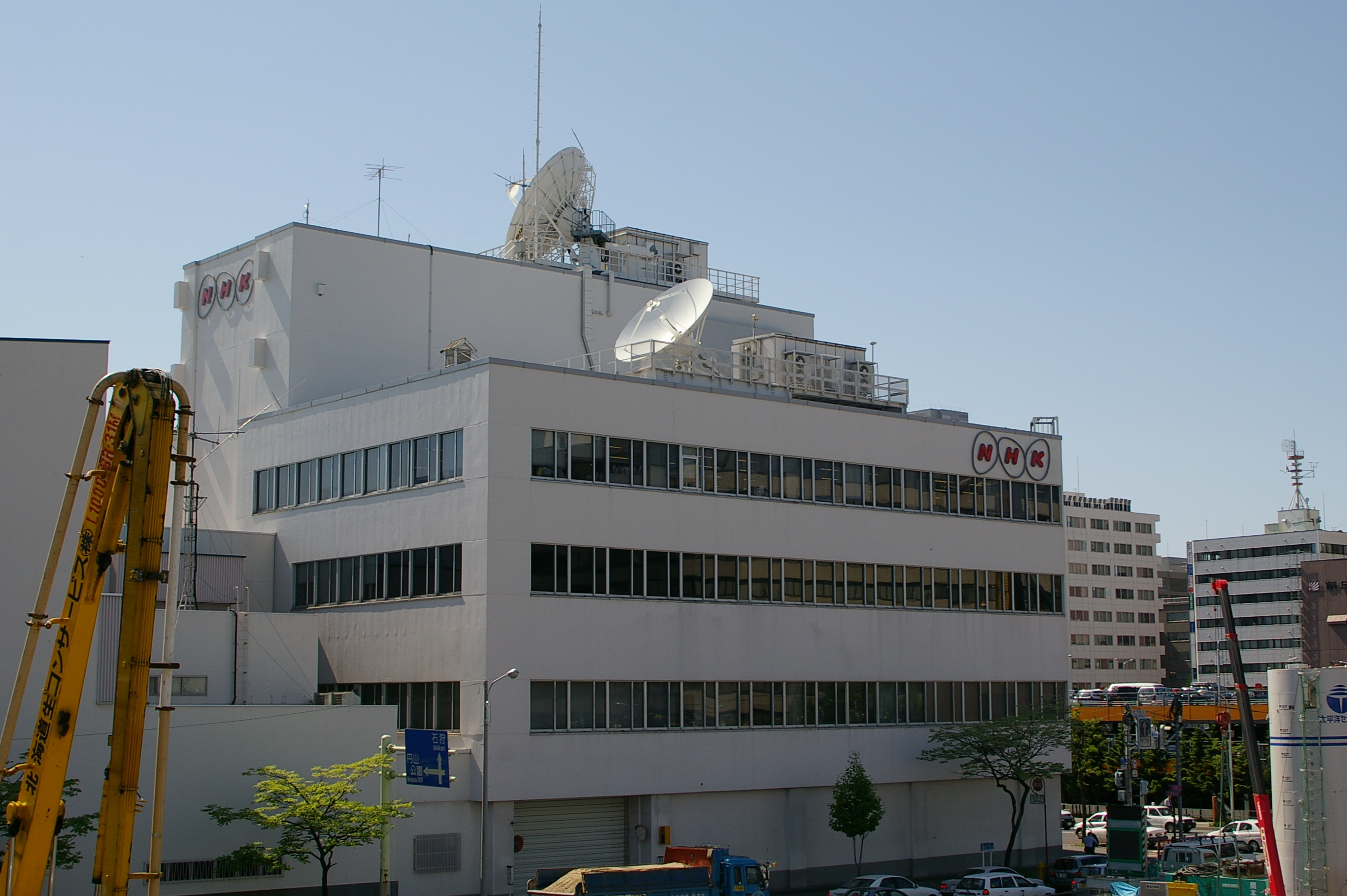
旧NHK札幌放送局・新館（2007年6月）

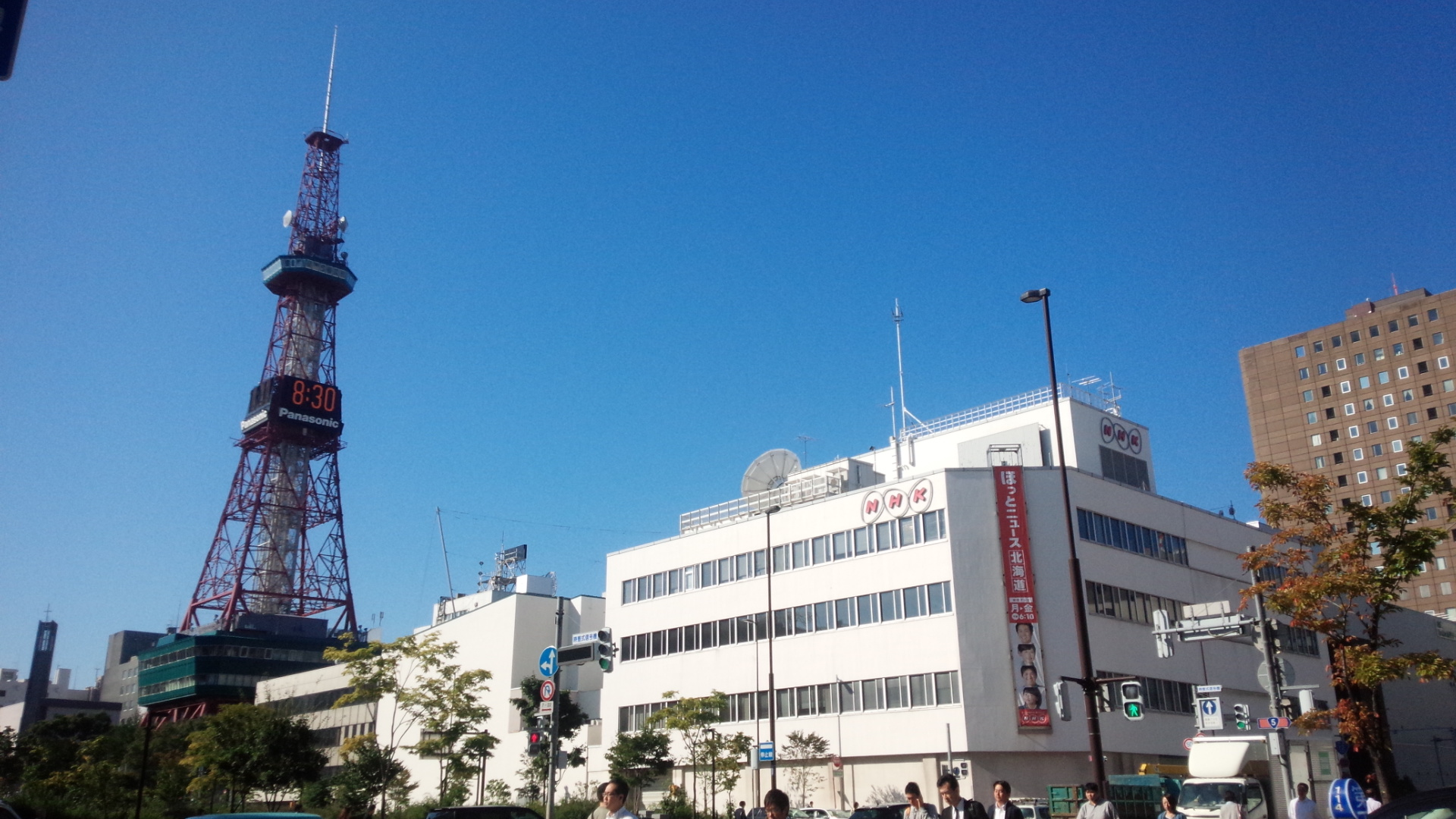
旧NHK札幌放送局（手前）（2015年9月）

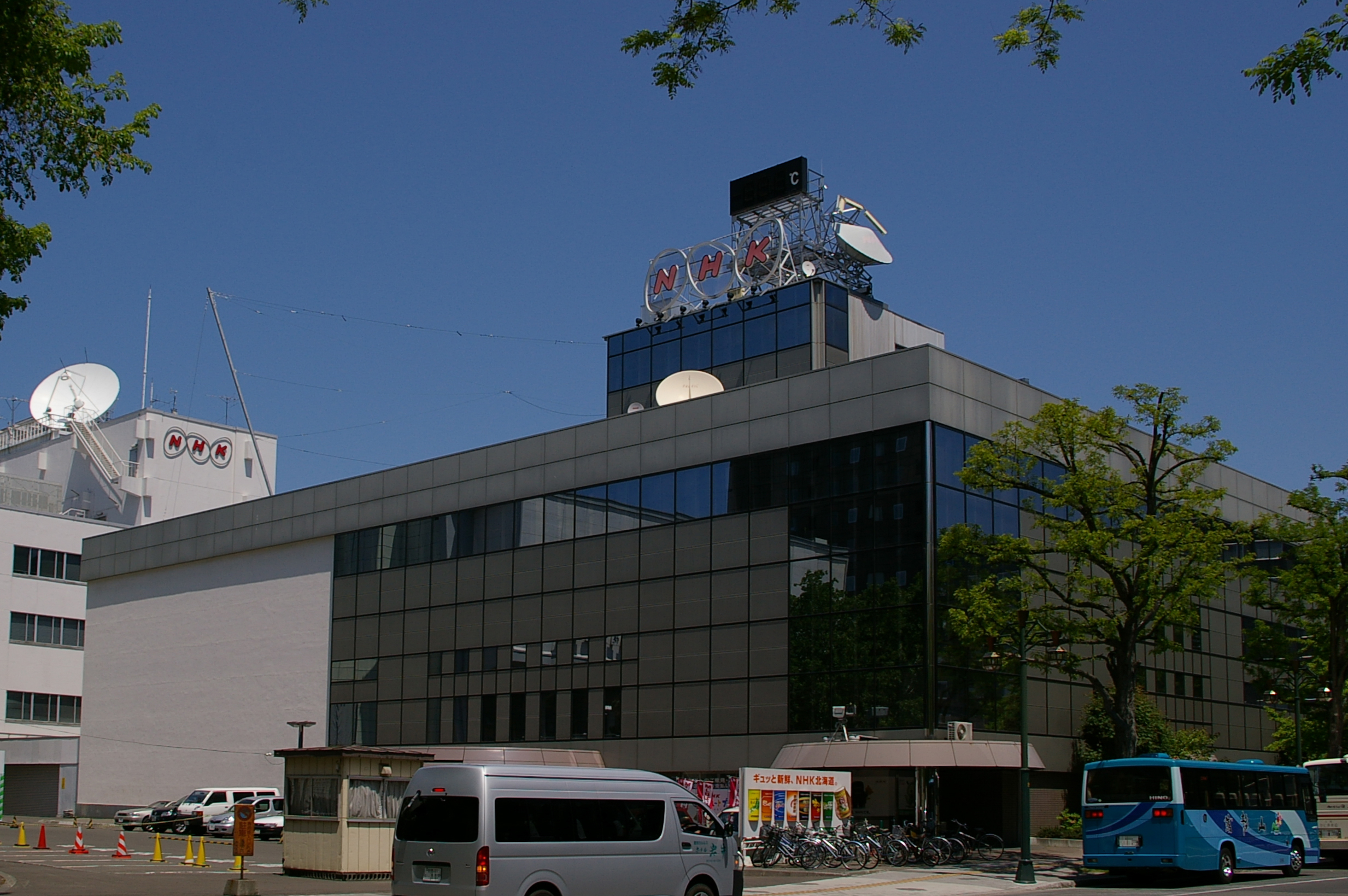
旧NHK札幌放送局・旧本館（札幌市中央区）（2007年6月）

所在地：札幌市中央区北1条西9丁目1-5（郵便番号：060-8703）

### 放送会館の移転
NHKでは築50年を超えて老朽化した札幌放送会館の移転先を探していて、当初隣接するさっぽろ創世スクエアへの移転を検討していたが、2012年3月に再開発計画から離脱。2013年11月にNHKと札幌市との間で、NHKが所有する現放送会館用地と札幌市が所有する市立札幌病院跡地（札幌市中央区北1条西9丁目）を等価交換することで基本合意した。
その後、「いかなる事態にも対応し、安全・安心を道民に届ける会館」「NHK北海道のキーステーションとして相応しい機能を有する会館」「将来の新サービスや業務の変化にもフレキシブルに対応できる会館」「地域文化の発展に貢献し、道民とつながる会館」「人と環境にやさしく"北海道らしさ"を活かした会館」「営業コールセンターの新設」の6点をコンセプトに整備計画を検討していたが、その計画が2015年5月にまとまり、同月中にNHKの理事会および経営委員会に諮られ、正式に新放送会館整備計画が動き出した。
計画では地上6 - 7階規模の本棟（23,990平方m）と地上2 - 3階規模の別棟（3,480平方m）の2棟建てで、中には放送センターとして報道・制作の各セクションとテレビニューススタジオ（60坪と30坪の2室・いずれも2層）、そして2つのラジオスタジオを設置。また1 - 2階のエントランスフロアにはテレビ制作スタジオ（140坪・3層）と公開スタジオスペース（60坪）を併設。その他、営業コールセンターや高音質ラジオスタジオ（2層）も整備される予定。
その後2015年（平成27年）度中に設計業者の選定と基本設計を実施、2016年（平成28年）度中に実施設計を行い、2017年（平成29年）8月に着工。2020年（令和2年）1月31日に竣工し、同年10月中の運用開始を目指すとしていたが、新型コロナウイルスの感染拡大にともなう影響で、移転のための設備工事や新局舎で使用する機材の製作が遅れたため、移転完了の時期が延期となる。すでにこの時点で施設の一部の運用は開始しているが、新局舎の移転は2021年6月1日を以て完了し、同月7日から新局舎から放送開始した。なお新会館は8Kに対応した大型スクリーン付きの公開スタジオを整備する計画である。
この移転をもって、北1条通り沿い、または近接する場所にFM NORTH WAVEを除くすべての北海道のNHKおよび民放のテレビ・ラジオ局が集約された。
なお大通西にあった旧放送会館は新放送会館運用開始後に解体され、跡地には現在北1条西2丁目にある札幌市役所の新庁舎を建設し、移転する計画となっている。

## スタジオ・取材用ヘリコプター
- NHK札幌放送会館内のスタジオ [6]

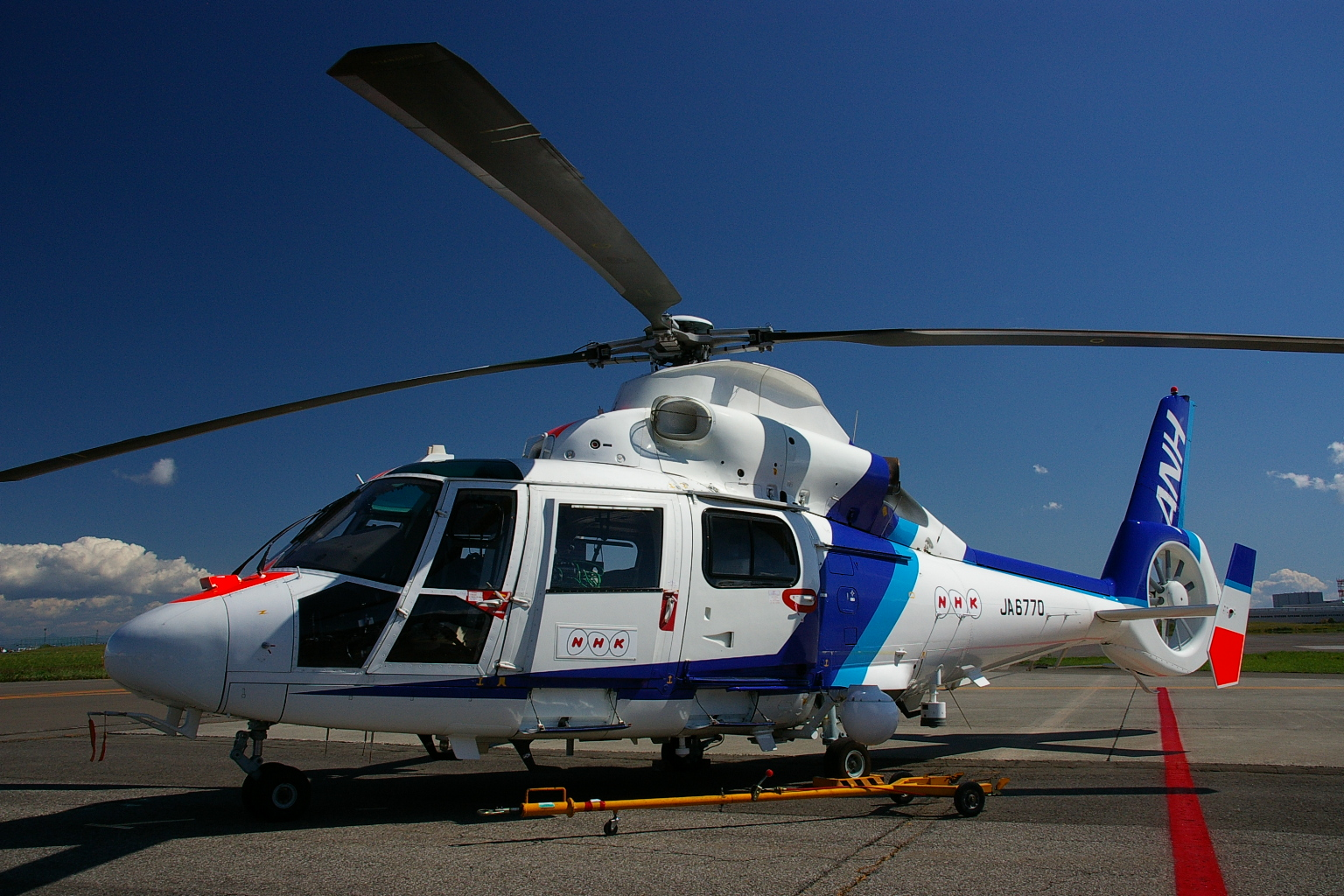
取材用ヘリコプター（2008年9月）

  - T-1スタジオ（140坪・HD）：テレビ汎用。『北海道道』『北海道スタジアム』、ドラマ等。また国政・統一地方選挙の時期には、開票速報本部とその特設スタジオとして使用。『北海道道』については2021年4月から先行して現会館のスタジオを使用しているほか、『北海道スタジアム』も2021年4月の第1回放送で現会館のスタジオを試験使用して生放送された。
  - NC-Aスタジオ（60坪・HD）：テレビニュース用。『NHKニュースおはよう北海道』『ほっとニュース北海道』『ほっとニュース845』等。
  - NC-Bスタジオ（30坪・HD）：情報番組、ニュース事前制作、中継処理用。『ひるナマ!北海道』等。
  - R-1・R-2スタジオ：ラジオ用の送出・制作用スタジオ。
  - R-3スタジオ：2層吹抜の高音質スタジオ。オーディオドラマ（『FMシアター』等）や音楽録音等。
  - 公開スタジオ（60坪）：放送会館1FにあるT-1スタジオに隣接したスタジオ。イベントや公開番組等。地域局最大で22.2chステレオの280インチ8Kスクリーンがある[7]。

- 取材用ヘリコプター
  - ユーロコプタードーファン（運用はオールニッポンヘリコプターに委託）

- 旧・NHK札幌放送会館のスタジオ
  - 第1（100坪・HD）：テレビ汎用『北海道道』等
  - 第2：テレビ・ラジオ兼用
  - 第3：ラジオドラマ・音楽制作用
  - ラジオスタジオ：第1放送・FM放送用
  - NC-A（25坪・HD）：北海道ローカルの定時ニュース、ワイドニュース用『ほっとニュース北海道』、『NHKニュースおはよう北海道』など
  - NC-B（15坪・HD）：情報番組・中継処理・ニュース事前制作用『ひるまえナマら!北海道』など。

## 支局・営業センター
2015年度NHK全体で行われた職制改正により、全国各地の報道室と通信部が廃止され「支局」に統合。併せて業務の外部委託を強力に推進してきた営業部門では拠点整理が行われ、道内各放送局の営業部が全廃され札幌局営業推進部に集約。4営業センター体制に再編された。
2022年春より北海道内7局がそれぞれ担当するローカル枠の放送エリアを再編し、関係局の業務と体制の大幅な見直しを進める方針である。札幌放送局は室蘭放送局と統合し放送時間を拡大、7局体制を維持し地域サービスの強化を掲げる。また、2023年4月1日付で組織改正を行い、「経営管理センター」と「メディアセンター」の2センター制に再編すると同時に道央以外の営業センター機能を函館局・旭川局・帯広局にそれぞれ移管する予定となっている。

### 支局
- 岩見沢（旧岩見沢放送局）
- 小樽（旧小樽放送局）
- 千歳
- 滝川

### 営業センター
- 北海道中央（旧新札幌センターを本体に統合し移転。室蘭局管内も担当）
- 北海道南（函館局内に設置）
- 北海道北（旭川局内に設置。北見局管内も担当）
- 北海道東（帯広局内に設置。釧路局管内も担当）

## 地上デジタルテレビジョン放送に向けての対応
- 2006年6月1日の地上デジタル放送開始に向け、2005年度までにすべてのテレビスタジオがハイビジョン化された。また、2006年1月16日にマスター設備の更新を行った。
- ニュース取材については、ほぼすべてがハイビジョンカメラで撮影されている。
- さっぽろテレビ塔に設置されている天気カメラもハイビジョン化されている。
- 札幌地区で地上デジタル放送の本放送が開始される2006年6月1日10:00から、NHK札幌放送局と北海道内の民放テレビ5局（北海道放送・札幌テレビ放送・北海道テレビ放送・テレビ北海道・北海道文化放送）が共同制作した記念番組『我が家に地デジがやってきた』を放送した[注釈 3]。なお、NHK札幌放送局だけは10時からの全国ニュースを放送するため、5分遅れて10:05から番組を開始したほか、民放がCMを放送中は独自の「お知らせ」を放送した。
- 旭川・函館・室蘭・帯広・北見・釧路の各放送局で地上デジタル放送の本放送が開始された2007年10月1日には、北海道ローカルで『地デジひろがる北海道特集』を放送した。
- ワンセグにおける局名表記は総合テレビが「NHK携帯G・札幌」でEテレは全国共通の「NHK携帯2」。
- Gガイドなどにおける局名表記は総合テレビが「NHK総合n・札幌」で、Eテレが「NHK Eテレn・札幌」（n=マルチ編成の番号）。

## 音声多重放送
- テレビの音声多重放送は、民間放送事業者は長年、マイクロ波による北海道内の回線使用料のコスト高により、旧アナログ放送では札幌地区のみ、デジタル放送では、北海道全域で別々に実施されている。NHKは旧アナログ・デジタルともに北海道全域で受信可能となっている。これは、放送法に基づきNHKが全国で同一のサービスをあまねく提供する義務を負っていることによるものである。
- NHKが北海道全域で音声多重放送を開始した当初はアナログ回線で運用していたため、北海道内の回線使用料は民間放送事業者よりも倍以上かかったものの、事前に事業計画で予算を組んでいたことや、2004年3月末にNTT中継回線のデジタル回線移行で回線使用料が従来より削減できるようになったため、北海道全域で受信が可能となった。
- なお、北海道各局のデジタル中継回線への移行の際、民間放送事業者は2007年にNTTから北海道総合通信網に変更されたが、NHKは2004年3月末のデジタル回線移行後も引き続きNTT中継回線を使用している。これは、デジタル化に伴い回線の全国一元運用体制が敷かれたことも影響している。

## チャンネル・周波数
- 地上デジタルテレビジョン放送の送信所は2005年10月に完成し、2006年2月から4月まで試験電波が送信されていた。5月中は試験放送を実施した。
- デジタルテレビ、FM放送親局：札幌送信所（手稲山）
  - 送信局舎・鉄塔はデジタルテレビとFM放送で別々に分かれているが、両局舎は渡り廊下でつながっている。FM放送の局舎はかつてアナログテレビ放送設備も併設されていた。
  - デジタルテレビの送信局舎の内部は2006年6月1日放送の『ほっからんど北海道』の中で紹介された。
  - FM放送の送信局舎の内部は2011年7月25日早朝時間帯の北海道のローカルニュースでアナログテレビ放送完全停波のニュースが伝えられた際、アナログテレビ放送設備の一部が紹介された。
- 第1放送、第2放送親局：江別市江別太

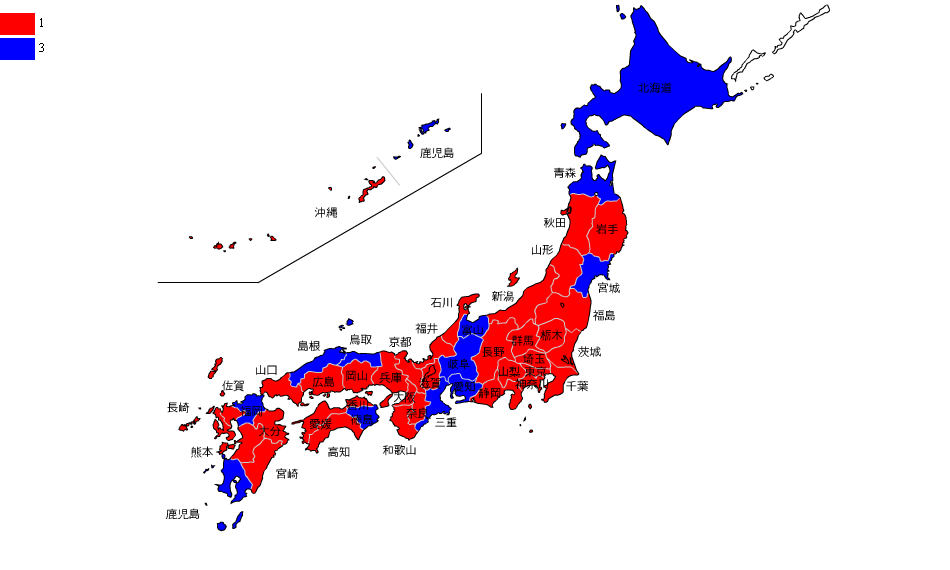
NHK総合のリモコンキーID

- リモコンキーIDはEテレは全国共通の「2」を使うが、総合テレビは「3」を使用している。TBS系列の北海道放送（HBC）がアナログ親局で「1」を使用し、デジタルにおいても同番号を希望したことと、札幌地区では「3チャンネル=NHK」のイメージが定着していたためである。

アナログテレビ放送の※は、2011年7月24日に運用を終えた中継局（他中継局のカバーによって置局不要または有線放送に代えてカバーされる地域）。
札幌市内のテレビ中継局については札幌送信所、芦別市内は芦別中継局、小樽市内は小樽市内テレビ・ラジオ中継局を参照。なお、黒松内中継局はデジタルテレビが札幌局管轄、斜字体にあるFMラジオが室蘭局管轄となっているが便宜上、一括掲載。
テレビ・FMラジオ
| 局名         | 送信所              | アナログ総合 JOIK-TV | アナログEテレ JOIB-TV | デジタル総合「3」 JOIK-DTV | デジタルEテレ「2」 JOIB-DTV | FM JOIK-FM       | 備考                                                            |
| ------------ | ------------------- | -------------------- | --------------------- | -------------------------- | --------------------------- | ---------------- | --------------------------------------------------------------- |
| 札幌         | 手稲山              | 3ch（10kW）          | 12ch (10kW)           | 15ch（3kW）                | 13ch（3kW）                 | 85.2MHz（5kW）   |                                                                 |
| 札幌円山     | -                   | 47ch（1W）           | 49ch（1W）            | 16ch（0.1W）               | 29ch（0.1W）                | -                |                                                                 |
| 宮の森       | -                   | 53ch（3W）           | 51ch（3W）            | 16ch（0.3W）               | 29ch（0.3W）                | -                |                                                                 |
| 札幌西野     | -                   | 47ch（3W）           | 49ch（3W）            | 16ch（0.3W）               | 29ch（0.3W）                | -                |                                                                 |
| 宮の沢       | -                   | 48ch（3W）           | 50ch（3W）            | 16ch（0.3W）               | 29ch（0.3W）                | -                |                                                                 |
| 定山渓       | -                   | 9ch（1W）            | 11ch（1W）            | 31ch（0.3W）               | 33ch（0.3W）                | -                |                                                                 |
| 簾舞         | -                   | 53ch（3W）           | 51ch（3W）            | 38ch（0.3W）               | 40ch（0.3W）                | -                |                                                                 |
| 藻南         | -                   | 47ch（3W）           | 49ch（3W）            | 16ch（0.3W）               | 18ch（0.3W）                | -                |                                                                 |
| 札幌山元     | -                   | 48ch（0.5W）         | 50ch（0.5W）          | 16ch（0.05W）              | 29ch（0.05W）               | -                |                                                                 |
| 札幌藻岩下   | -                   | 9ch（1W）            | 7ch（1W）             | 16ch（0.3W）               | 18ch（0.3W）                | -                |                                                                 |
| 札幌大通     | 放送会館内          | -                    | -                     | -                          | -                           | 81.6MHz（10W）   | 2021年2月、さっぽろテレビ塔から移転。手稲山からの放送波を中継。 |
| 芦別         | 芦別中継局          | 4ch（65W）           | 2ch（65W）            | 15ch（3W）                 | 13ch（3W）                  | 83.8MHz (30W)    |                                                                 |
| 西芦別       | -                   | 55ch（3W）           | 51ch（3W）            | 30ch（0.3W）               | 32ch（0.3W）                | -                |                                                                 |
| 北芦別       | -                   | -                    | -                     | 16ch（3W）                 | 18ch（3W）                  | -                |                                                                 |
| 芦別新城※    | -                   | 44ch（3W）           | 46ch（3W）            | -                          | -                           | -                |                                                                 |
| 歌志内       | 歌志内中継局        | 56ch（100W）         | 52ch（100W）          | 42ch（10W）                | 38ch（10W）                 | 84.3MHz（100W）  |                                                                 |
| 赤平         | 赤平中継局          | 47ch（3W）           | 45ch（3W）            | 16ch（0.3W）               | 18ch（0.3W）                | -                |                                                                 |
| 上砂川       | 上砂川中継局        | 9ch（1W）            | 7ch（1W）             | 16ch（0.3W）               | 24ch（0.3W）                | -                |                                                                 |
| 夕張※        | 夕張中継局          | 9ch（10W）           | 7ch（10W）            | -                          | -                           | 83.9MHz（10W）   |                                                                 |
| 夕張清水沢   | -                   | 9ch（10W）           | 7ch（10W）            | 47ch（1W）                 | 45ch（1W）                  | 85.9MHz（10W）   |                                                                 |
| 夕張新千代田 | -                   | 52ch（0.1W）         | 60ch（0.1W）          | 44ch（0.05W）              | 46ch（0.05W）               | -                |                                                                 |
| 夕張真谷地   | -                   | 44ch（0.1W）         | 48ch（0.1W）          | 47ch（0.01W）              | 45ch（0.01W）               | -                |                                                                 |
| 三笠※        | NHK三笠中継局       | 9ch（10W）           | 7ch（10W）            | -                          | -                           | -                |                                                                 |
| 三笠幌内     | 三笠幌内中継局      | 53ch（0.1W）         | 51ch（0.1W）          | 37ch（0.01W）              | 47ch（0.01W）               | -                |                                                                 |
| 美唄我路     | 美唄我路中継局      | 53ch（0.1W）         | 51ch（0.1W）          | 37ch（0.01W）              | 47ch（0.3W）                | -                |                                                                 |
| 由仁         | 由仁中継局          | 51ch（0.5W）         | 49ch（0.5W）          | 31ch（0.05W）              | 33ch（0.05W）               | -                |                                                                 |
| 小樽         | 小樽中継局          | 11ch（75W）          | 2ch（75W）            | 31ch（50W）                | 29ch（50W）                 | 84.5MHz（100W）  |                                                                 |
| 小樽奥沢※    | -                   | 51ch（3W）           | 49ch（3W）            | -                          | -                           | -                |                                                                 |
| 北小樽※      | -                   | 52ch（1W）           | 50ch （1W）           | -                          | -                           | -                |                                                                 |
| 小樽長橋※    | -                   | 39ch（0.5W）         | 37ch（0.5W）          | -                          | -                           | -                |                                                                 |
| 塩谷※        | -                   | 9ch（1W）            | 11ch（1W）            | -                          | -                           | -                |                                                                 |
| 朝里※        | -                   | 51ch（3W）           | 49ch（3W）            | -                          | -                           | -                |                                                                 |
| 小樽桂岡     | -                   | 39ch（0.1W）         | 47ch（0.1W）          | 42ch（0.01W）              | 38ch（0.01W）               | -                |                                                                 |
| 小樽見晴     | -                   | 53ch（0.1W）         | 61ch（0.1W）          | 42ch (0.3W)                | 38ch（0.01W）               | -                |                                                                 |
| 赤井川       | 赤井川中継局        | 53ch（1W）           | 51ch（1W）            | 37ch（0.1W)）              | 39ch（0.01W）               | -                |                                                                 |
| 余市         | 余市テレビ中継局    | 39ch（10W）          | 37ch（10W）           | 31ch（1W）                 | 29ch（1W）                  | -                |                                                                 |
| 積丹※        | NHK積丹テレビ中継局 | 9ch（3W）            | 7ch（3W）             | -                          | -                           | -                |                                                                 |
| 美国※        | 美国テレビ中継局    | 54ch（0.1W）         | 52ch（0.1W）          | -                          | -                           | -                |                                                                 |
| 古平         | 古平中継局          | 52ch（0.1W）         | 50ch（0.1W）          | 42ch（0.01W）              | 47ch（0.01W）               | -                |                                                                 |
| 銀山都       | 銀山都中継局        | 52ch（10W）          | 50ch（10W）           | 28ch（1W）                 | 24ch（1W）                  | -                |                                                                 |
| 国富         | 国富中継局          | 51ch（1W）           | 49ch（1W）            | 31ch（0.01W）              | 33ch（0.01W）               | -                |                                                                 |
| 岩内         | 岩内中継局          | 9ch（100W）          | 11ch（100W）          | 15ch（10W）                | 13ch（10W）                 | 84.2MHz （100W） |                                                                 |
| ニセコ       | ニセコ中継局        | 46ch（50W）          | 44ch（50W）           | 15ch（5W）                 | 13ch（5W）                  | 78.9MHz（30W）   |                                                                 |
| 寿都         | 寿都中継局          | 43ch（10W）          | 45ch（10W）           | 18ch（1W）                 | 28ch（1W）                  | -                |                                                                 |
| 島牧※        | 島牧中継局          | 52ch（10W）          | 50ch（10W）           | -                          | -                           | 85.7MHz（10W）   |                                                                 |
| 喜茂別       | 喜茂別中継局        | 32ch（1W）           | 30ch（1W）            | 40ch（0.1W）               | 42ch（0.1W）                | -                |                                                                 |
| 南喜茂別     | -                   | 51ch（3W）           | 49ch（3W）            | 16ch（0.3W）               | 18ch（0.3W）                | -                |                                                                 |
| 喜茂別栄※    | -                   | 51ch（0.1W）         | 49ch（0.1W）          | -                          | -                           | -                |                                                                 |
| 南羊蹄       | 南羊蹄中継局        | 58ch（10W）          | 56ch（10W）           | 34ch（1W）                 | 36ch（1W）                  | 83.1MHz（30W）   |                                                                 |
| 黒松内       | 黒松内中継局        | -                    | -                     | 15ch（3W）                 | 13ch（3W）                  | 84.6MHz（10W）   | デジタルテレビ親局：札幌放送局 FM親局：室蘭放送局               |

AMラジオ
| 局名 | 送信所           | ラジオ第1放送 JOIK | ラジオ第2放送 JOIB |
| ---- | ---------------- | ------------------ | ------------------ |
| 札幌 | 江別ラジオ放送所 | 567KHz（100kW）    | 747KHz（500kW）    |

- 減力放送時は、ラジオ第1放送が10kW、ラジオ第2放送が250kW。
- ラジオ第2放送は東京、秋田、熊本と並んで最大出力のため、北海道・東北北部を聴取エリアとしている。

## 沿革
- 1927年（昭和2年）6月20日 - 札幌に社団法人日本放送協会北海道支部設置。
- 1928年（昭和3年）6月5日 - 札幌放送局開局（呼出符号：JOIK、中波10kW、所在地は札幌市中島公園内）。
- 1934年（昭和9年）5月16日 - 日本放送協会の機構改革により札幌中央放送局に昇格。
- 1941年（昭和16年）
  - 10月15日 - 小樽出張所開設。
  - 12月26日 - 豊原放送局開局。
- 1943年（昭和18年）12月1日 - 札幌中央放送局豊原分室（樺太管轄）設置。
- 1944年（昭和19年）7月21日 - 岩見沢出張所開設。
- 1945年（昭和20年）
  - 9月3日 - 札幌中央放送局でラジオ第2放送開始（中波500W）。
  - 9月23日 - 進駐軍放送（AFRS）に施設・役務の提供開始（AFRS札幌の呼出符号はWLKD）。
- 1950年（昭和25年）6月1日 - 放送法施行に伴い社団法人日本放送協会が解散、特殊法人としての日本放送協会が一切の権利義務を継承。
- 1956年（昭和31年）12月22日 - 総合テレビジョン放送開始（送信所はさっぽろテレビ塔に設置。テレビ塔横に、テレビ放送設備を備えた札幌大通放送所を設置。北海道でのテレビ放送の始まり）。
- 1959年（昭和34年）9月18日 - テレビ塔横の大通西1丁目に札幌放送会館落成。それまで局舎があった中島公園より移転。
- 1962年（昭和37年）
  - 5月27日 - 総合テレビジョンの送信所をさっぽろテレビ塔から手稲山に移設。
  - 6月1日 - 教育テレビジョン放送開始（開始当初より手稲山から）。
  - 12月24日 - FM（超短波）放送実験局（モノラル）、放送開始（開始当初より手稲山から）。
- 1963年（昭和38年）12月16日 - FM放送が、実験局から実用化試験局（モノラル）となる。
- 1964年（昭和39年）
  - 4月6日 - FM放送が、ステレオ放送を開始[注釈 4][13]。
  - 9月24日 - 総合テレビがカラー放送を開始[14]。
- 1965年（昭和40年）12月24日 - 北海道の総合テレビカラー放送網が完成。
- 1966年（昭和41年）3月20日 - 札幌を始め、北海道内の教育テレビが一斉カラー化。同テレビのカラー放送網が完成[注釈 5][15][16]。
- 1967年（昭和42年）
  - 2月 - カラーテレビ番組の制作を開始[17]。
  - 3月3日 - この日開催の『第8回NHK杯ジャンプ大会』（於：大倉山シャンツェ）に於いて、スキージャンプ競技に於いて初のカラー中継及び、北海道からは初めての全国カラー中継を行う[18]。
- 1969年（昭和44年）
  - 3月1日 - FM放送本放送開始。
  - 12月24日 - 札幌局送出のニュースをカラー化する[19]。
- 1971年（昭和46年）7月1日 - 中央放送局制を地方本部制に改め、日本放送協会北海道本部に改称[16]。
- 1972年（昭和47年）2月 - 札幌オリンピック開催。札幌放送局に隣接された国際放送センター（後の新館）から放送。
- 1978年（昭和53年）
  - 8月22日 - ラジオ第2放送（JOIB）が、出力を100KWから500KWに増力して運用開始（夜間の外国電波による混信被害軽減と難聴対策を図るため）[20]。
  - 11月23日 - ラジオの周波数が、第1放送（JOIK）が570KHz→567KHzに、第2放送（JOIB）が750KHz→747KHzに各々変更される[注釈 6]。
- 1979年（昭和54年）12月24日 - FM放送に於けるPCMデジタル・ステレオ回線が導入、運用開始[注釈 7]。
- 1980年（昭和55年）7月25日 - 組織改正で北海道管内担当札幌放送局に改称[16]。
- 1981年（昭和56年）8月8日 - 総合テレビの音声多重放送を開始。
- 1984年（昭和59年）7月16日 - 組織改正で札幌放送局に改称[16]。
- 1988年（昭和63年）7月22日 - 小樽・岩見沢の両放送局を札幌放送局の報道室に格下げ。同時に北空知地区を旭川放送局に移管。
- 1991年（平成3年）3月21日 - 教育テレビの音声多重放送を開始（道内全域を含む、同放送の全国の未実施地域一斉。同テレビでの全国での音声多重化を完了）[21]。
- 1998年（平成10年） - 放送開始70周年記念式典を実施。
- 2004年（平成16年） - ハイビジョン展を開催、駒澤大学附属苫小牧高等学校優勝特番を室蘭放送局と共同制作。
  - 11月1日 - 衛星第1テレビでこの日にスタートした列島ニュースで12:15からの道内ニュースの再放送を開始（平日のみ）[注釈 8]。
- 2006年（平成18年）6月1日 - 地上デジタルテレビ放送（総合・教育）開始。
- 2007年（平成19年） - ラジオ第2放送（親局、出力500kW）送信機全面更新。
- 2011年（平成23年）7月24日 - アナログテレビ放送終了。
- 2016年（平成28年）9月1日 - 『NHKネットラジオ らじる★らじる』の同時配信を開始。
- 2017年（平成29年）8月 - 新放送会館着工（札幌市中央区北1条西9丁目（旧市立札幌病院跡地））[4]。
- 2018年（平成30年）4月12日 - 民放ラジオポータルサイト『radiko』の実験配信（全国規模）を開始[注釈 9][22]。
- 2019年（令和元年）6月14日 - 組織改正で札幌拠点放送局に改称[23][24]。
- 2020年（令和2年）1月31日 - 新放送会館が竣工[4]。
- 2021年（令和3年）
  - 3月3日 - NHKプラスで地域向けのテレビ番組の見逃し配信が開始[25]。
  - 6月1日 - 新放送会館へ移転[26]。
  - 6月7日 - 新放送会館から放送を開始し、同時に総合・Eテレでチャンネルロゴ表示の常時表示を開始[注釈 10][4][5]。
  - 8月30日 - 旧放送会館が完全閉鎖[27]。
  - 9月14日 - さっぽろテレビ塔に設置されていた、旧放送会館から手稲山の札幌送信所へ送出していたSTLアンテナが撤去[27]。
  - 11月27日 - 新放送会館が正式にオープン[28]。これまで新型コロナウイルス感染拡大防止のため一部のサービスを休止していた。
- 2022年（令和4年）4月1日 - 名称を札幌放送局に戻した[29]。
- 2023年（令和5年）4月1日 - 令和改革により、部制（放送部・営業推進部等）からセンター制に見直され、経営管理センター（北海道地方各放送局統括管理・受信料窓口）、メディアセンターへ再編された[11]。
- 2025年（令和7年）5月 -  北海道内の民放テレビ4局（北海道放送、札幌テレビ、北海道テレビ、北海道文化放送）との間で災害時における各局のヘリコプター取材映像を共有することで合意した[30][31]。

## 主な札幌局制作番組
2024年4月1日以降。現在の番組の詳細は、公式サイトの北海道 地域の番組を参照。

### 総合テレビ
北海道向け番組のうち、太字はNHKプラスの「ご当地プラス」において見逃し配信を実施している番組。

#### 全国放送
- さわやか自然百景（日曜日 7:45 - 7:59、札幌局制作幹事・北海道内の他局を含む各地域放送局制作）
  - BSプレミアム4K（旧BS4K）・NHKワールド・プレミアムでも放送。
- NHKプロ野球（北海道日本ハムファイターズ戦、全国放送の他、北海道ローカル・ビジター地元局および周辺県や、BS（旧BS1）で放送される場合あり）

#### 北海道向け放送
平日
- ニュース・気象情報（北海道）（5:56 - 5:59・6:28 - 6:30・6:53 - 6:59.30・11:57 - 12:00・12:15 - 12:20[注釈 11]・15:07 - 15:10〈国会中継時・高校野球期間中は休止〉・17:57 - 18:00〈大相撲・高校野球期間中は休止〉[注釈 12]）
- NHKニュースおはよう北海道（7:45 - 8:00、祝日は休止し7:25 - 7:30にニュース・気象情報を放送）
- ほっとニュース北海道（18:00 - 18:40・18:55 - 19:00[注釈 13]）
- ほっとニュース845（20:45 - 21:00）
  - 祝日・オリンピック等のスポーツ中継[注釈 14]などによる特別編成が組まれる場合期間中は、『NHKニュース』に改題[注釈 15]の上5 - 10分繰り下げ・短縮し放送[注釈 16]。
- 北海道道（金曜日 19:30 - 19:55、再放送：土曜日 11:25 - 11:50）
- 北海道スペシャル（不定期金曜日 19:30 - 20:42）

土曜・日曜・祝日・年末年始
- ニュース・気象情報（北海道）
（土曜日：5:55 - 5:59・6:28 - 6:30・6:53 - 6:59.30・11:57 - 12:00・12:10 - 12:15・20:55 - 21:00[注釈 17]）
（日曜日：6:55 - 7:00・7:40 - 7:45・11:57 - 12:00・12:10 - 12:15・20:55 - 21:00[注釈 18]）
（祝日：6:55 - 6:59・7:25 - 7:30・7:57 - 8:00・11:57 - 12:00・12:10 - 12:15・20:55 - 21:00[注釈 19]）
（年末年始：6:56 - 6:59・7:15 - 7:20・11:57 - 12:00・12:10 - 12:15・18:50 - 19:00〈18:55 - 18:57に東京発の全国の気象情報を内包〉・20:55 - 21:00〈12月31日を除く〉[注釈 20]）
- NHKニュースおはよう北海道 土曜プラス（土曜日 7:30 - 8:00）
- Wild Hokkaido!（土曜日 9:45 - 10:00）
- ニュース北海道645（土曜・日曜・祝日 18:45 - 18:59、18:53 - 18:55に東京発の全国の気象情報を内包）
- 北海道セレクション（不定期日曜日 13:05 - 13:50）
- Jリーグ（北海道コンサドーレ札幌戦、BSで放送される場合あり）
- Bリーグ（レバンガ北海道戦、BSで放送される場合あり）

#### ミニ番組
曜日を問わず随時放送される（土曜10時台、金曜19時台が中心）。
- 北海道遺産
- 絶景!北海道
- 鉄路紀行
- 北海道のなまウマッ
- いぶりひだか自然探訪

#### 特別番組
- 179（金曜日 19:57 - 20:40・年数回放送・2022年10月28日からスタート）
  - どうみん手作りクイズ179Q
  - 〜あなたのマチにおじゃまします〜

#### 北海道石狩・空知・後志・胆振・日高地区向け放送
- ほっとニュース道央いぶりDAYひだか（室蘭放送局との共同制作・平日 18:40 - 18:55）

### ラジオ第1放送
- 北海道まるごとラジオ（原則として第1木曜日 17:00 - 17:55）
- NHKプロ野球（北海道日本ハムファイターズ戦、全国放送または北海道）

## 過去の番組

### 総合テレビ
平日朝
- 北海道の窓（1968年4月2日 - 1985年4月6日）
- 北海道ニュースワイド（1985年4月8日 - 1988年4月2日）
- 北海道モーニングワイド（1988年4月4日 - 1993年4月3日）

平日午前
- 情報チャンネル（1985年4月8日 - ）
- ほっからんど212→ほっからんど北海道（1991年4月5日 - 2004年9月24日、一時期の金曜日のみ『週刊ほっからんど』のタイトルで放送されていた）
- ひるまえナマら!北海道→ひるナマ!北海道（11:45 - 11:54）

平日夕方
- ニュースネットほっかいどう（1976年4月5日 - 1986年4月4日）
- きょうの北海道（1986年4月7日 - 1988年4月3日）
- イブニングネットワーク北海道（1988年4月4日 - 1997年3月31日）
- 情報プリズム北海道
- だいすき北海道（1999年4月 - 2002年4月5日、平日 17:05 - 18:00）
- ニュース北海道（2002年4月1日 - 2003年3月28日）
- ほくほくテレビ（2002年4月8日 - 2008年3月28日）
- まるごとニュース北海道（2008年3月31日 - 2010年3月26日、平日 18:10 - 19:00）
- ネットワークニュース北海道（2010年3月29日 - 2014年3月28日、平日 17:54 - 18:58）

平日夜
- 北海道トゥデイ（1996年4月1日 - ）
- ほくほくニュース845
- まるごとニュース845（2008年3月31日 - 2010年3月26日）
- ネットワークニュース845（2010年3月29日 - ）
- ニュース北海道845（ - 2014年3月28日）

その他
- 金曜ひろば640（2001年 - 2006年3月、金曜 18:40 - 19:00）
- ほっかいどう7:30（1973年4月5日 - ）
- ひるの招待席（1976年4月24日 - ）
- 道産子ひろば（1986年4月26日 - ）
- まるごとニュース645（2008年4月5日 - 2010年3月28日）
- ネットワークニュース645
- ほっかいどうアイ
- 北海道TEN
- 北海道ジャーナル
- 北海道プラス
- 北海道スペシャル（第1期）
- プライムH
  - とことん!ふるさとステージ
- 北スペシャル（2010年4月2日 - 2014年3月1日、金曜 20:00 - 20:45）
  - 北海道ひと物語（『北スペシャル』枠内） 一時、アナログ放送では14:9の映像比率で放送していた。
  - データマップ北海道（『北スペシャル』枠内）
  - 夢うた for you（『北スペシャル』枠内）
- 北海道クローズアップ（1993年4月1日 - 2020年3月27日、金曜 19:30 - 19:55）
- 北海道中ひざくりげ（1987年4月9日 - 2020年3月13日、金曜 19:30 - 19:50）
- 環境新時代・北海道
- 北海道環境アーカイブス（『NHKアーカイブス』の差し替えとして放送 2008年5月と6月）
  - ここでは過去に放送された『北海道クローズアップ』や『北海道スペシャル』などの中から環境の取り組みに関連した内容を中心に再放送された。
- 北海道遺産
- ほっかいどう名作の旅
- ほっかいどう音楽紀行
- エコは北から
- 北海道釣り紀行
- この街きらり☆
  - 2010年3月まで放送されていた『ほっからんど北海道』の「この街この笑顔」のコーナーから独立した番組で2009年度下半期から放送開始（2009年度は『課外授業 ようこそ先輩』に差し替えて放送していた）。2012年3月17日放送分で終了となったが、2012年4月からは『つながる@きたカフェ』のコーナーとして継続。
  - 2012年3月3日放送分は旭川局のみ3月14日（水曜日 11:05）に道北・北空知ローカルで時差放送（『さわやか自然百景』の再放送と『あの人にあいたい 〜NHK映像ファイル〜』は休止）。これは当該時間帯（土曜日 10:05 - 10:30）にNHK放送体験クラブの編成が組まれたことによるものである。
- 北の歳時記（随時。通常版とNHKワールドTV版の2種類が存在。NHKワールドTV版では英語主音声・中国語副音声の2か国語放送（デジタルはステレオ2音声）で日本語字幕付き）
- ホンネで北海道（2010年度は年に数回『北海道クローズアップ』の番組枠内で途中の全国ニュースをはさんだ2部構成にして放送していた）
- Generation H（土曜日 23:30 - 24:00）
  - D+TV（月1回）
  - INFO H
  - LIVE H（年2回放送）
  - REAL H
  - Small Trip
  - さぶちゃんとセッション!バーチャルバンド北海道（2010・2011・2012年度。北島三郎が歌う曲をベースに一般視聴者から寄せられた演奏や踊りの投稿動画でセッションするという企画。ベースとなる曲はセッション1が「函館の女」、セッション2が「まつり」となっている）
  - セッションやろうぜ!（2012年度。吉幾三のヒット曲である「俺ら東京さ行ぐだ」をベースに一般視聴者からの投稿映像を組み合わせてセッションするというもの）
- YOSAKOIソーランナイト（毎年6月第2週に放送。ただし、2012年度は放送なし）
  - 2010年6月11日は『生中継!YOSAKOIソーランナイト2010』を19:30から放送。この時間、北海道外の総合テレビでは2010 FIFAワールドカップ開幕特番が放送されたが、北海道のみこの番組を放送するためEテレで放送（第1部のみ。22:00からの第2部は総合テレビ）となる。全国放送の特別番組の関係で地域放送の特別番組を総合テレビからEテレに変更するケースはあるが、地域番組をそのまま総合テレビで放送して、総合テレビの全国放送番組をEテレで放送するケースはあまり前例がない。
- 週替わり地域情報番組（月曜日 22:55 - 23:19、実質『Generation H』の第2期。各番組は月1・2回ずつ放送されるが、最終週の『大人ドリル』は同時ネット）
  - 鈴井貴之 A道ベンチャー!
  - 北海道100年ニュース
  - 穴場ハンター
  - 脳内ドキュメンタリー 考える人
- ミニ番組枠（土曜日 12:40 - 12:45ほか。以下の番組を週替わりで放送していた。その他、空いた時間帯にも随時放送されるほか、Eテレでも地域のスポーツ中継で余った時間帯に放送されることもあった）
  - アナブロ
  - ドキュメンタリー5（2011年9月4日は「NHKとっておきサンデー」の中で全国放送）
  - ごきげん!ローカル産業ツアー
  - 久保田茂の酒国漫遊記
  - しあわせ鉄道紀行（『北海道中ひざくりげ』の放送がある日は金曜 20:28 - 20:38に、土曜は12:40 - 12:45にそれぞれ連動データ放送付きで放送、『つながる@きたカフェ』の「各駅停車おいしい旅」のコーナーを抜粋して単独番組化したもの）
- Hokkaido in focus（NHKワールドTV向けの番組。英語音声のみであるが、北海道地方での放送では一部の英語字幕を入れない代わりに日本語による字幕と制作クレジットをつけている）
- つながる@きたカフェ（平日 11:30 - 12:00）
  - 2011年12月16日放送分はアイスホッケー中継延長のためマルチ編成としてメインチャンネル（031ch）で12:00まで放送が行なわれた。サブチャンネル（032ch）ではアイスホッケー中継終了後の11:50からも、マルチ編成は継続され、11:50 - 11:54、全国の気象情報をはさんで11:57 - 12:00の時間帯は道内全域で札幌局発のものをそのまま放送した。そのため札幌局以外の地域では031chの地域差替え（通常時）と032chの札幌局発の2種類の内容を視聴することができた（室蘭局では通常放送でも札幌局発のものをそのまま放送している）。
  - 月1回放送の「川柳さろん」のコーナーでは双方向データ放送を実施し、「おみごと」と思われる句をリモコンの青ボタンで投票する（受付時間内であれば何回でも投票可能）。
- NHK杯フィギュア「女子シングル・ショートプログラム」（2011年11月12日、前日11日の19:30から放送されたもの再放送（北海道地方のみ。開催地が北海道であったため。初回放送にあった字幕放送・5.1サラウンド放送は非対応）
- いくぞ〜!北の出会い旅（2010年度 - 2019年度）
- 穴場ハンター（毎月最終金曜日、『北スペシャル』枠内の 20:25 - 20:45、当初は青ボタン・赤ボタンで勝敗を決めるもので、受付時間内であれば何回でも投票が可能だったが、2012年7月からは1回限りの投票形式に改められた。2011年8月20日、2012年1月7日の土曜日深夜はNHK番組たまごの一環として全国放送。この日は双方向のデータ放送による投票に加えてリアルタイム字幕放送（2011年8月20日のみ）を実施）もともとは2010年度に『さっぽろ穴場ハンター』としてスタートし、2011年度に『ほっかいどう穴場ハンター』に変更。2012年度に北海道以外の穴場も紹介するため「ほっかいどう」を外して現在のタイトルに変更された。北海道以外の地域では取り上げる該当地域の放送局（ブロック単位）でも放送されることがある。2012年4月は九州・沖縄ブロックでも放送（取り上げた地域が沖縄県であるため）。
- 北海道発掘バラエティ ホリホリX
- ネイチャリング北海道
  - 2010年12月10日には仙台放送局制作・東北地方で放送される『ワンダフル東北』の「おいしい闘技場」で北海道代表チームが登場する回が東北地方より2週間先行で放送された（時間は19:30開始、タイトルは『ワンダフル東北』を『北スペシャル』に差し替えていた）。
- 知っとく北海道
  - 2018年3月3日初回放送。『穴場ハンター』同様視聴者参加型である。2020年3月放送終了。『北海道民!フカボリサーチ』が後継番組。
- 列島ニュース新型コロナ最新情報→列島ニュース
  - 2020年4月13日から5月1日まで[注釈 21]と7月6日から8月7日[注釈 22]まで、札幌放送局の制作で全国放送された（番組自体は現在も継続しているが、同月7日から29日と8月24日から9月25日までは名古屋放送局、6月1日から7月3日までと9月28日に定時番組化されて以降は大阪放送局がそれぞれ制作している）。総合テレビの平日12:15からのローカルニュース枠において、全国各地で放送されたニュースをダイジェストで放送（ただし、前者の期間は新型コロナウイルス関連のニュースに対象を絞っていた）。キャスターは前者の期間は札幌放送局のアナウンサーが日替わりで[注釈 23]担当し、後者の期間は赤松俊理（7月20日 - 22日は芳川隆一）の担当で固定されていた。
- 0755DDch（土曜日 7:55 - 8:00）
- 北海道民!フカボリサーチ（不定期日曜日 13時台、全5回放送で2021年2月21日終了）
- 北海道スタジアム（2021年度の季節毎の全4回放送。NHKプラス見逃し配信実施）
- 道スタ外伝〜179の魅力お届けします〜（金曜日 19:57 - 20:40・年数回放送。NHKプラス見逃し配信実施。）

### ラジオ第1放送
- 北海道のみなさん
- おはよう もぎたてラジオ便（月曜 - 土曜 7:40 - 8:00）
- トゥデイ・リポート北海道（平日 19:45 - 20:00）
- 北海道ラジオ小劇場（1976年4月17日 - ）

### FM放送
- ほっからんど北海道（1976年4月 - )
- フレッシュサウンド北海道（1999年4月5日 - ）
- D+RADIO（最終週を除く金曜日 18:00 - 18:50）2012年度
- ココロウタ（最終週の金曜日 18:00 - 18:50）2012年度
- 北海道まるごとラジオ「ココロウタ」（第1木曜日 17:00 - 17:55、2013年度）
- もぎたて!北海道（全国放送、第1水曜日 21:30 - 21:55）

### BS（旧BS1）
- BS列島ニュース

## アナウンサー・キャスター
- *は過去にも札幌局勤務の経験があることを表す。前任地が太字はその局が初任地。

### アナウンサー
| 氏名       | 前任地           | 主な担当番組                                             | 備考         |
| ---------- | ---------------- | -------------------------------------------------------- | ------------ |
| 熊倉悟     | ラジオセンター   | アナウンスグループ統括 （部長級・専任）                  | 管理業務主体 |
| 高橋秀和*  | ラジオセンター   | NHKニュースおはよう北海道土曜プラス （メインキャスター） |              |
| 関根太朗*  | ラジオセンター   | NHKニュース おはよう北海道 （キャスター）                |              |
| 松本真季   | 岡山             | NHKニュース おはよう北海道 （キャスター）                |              |
| 曽根優*    | 東京アナウンス室 | NHKニュース おはよう北海道 （キャスター）                | 札幌市出身   |
| 小山凌     | 釧路             | 各種スポーツ中継 北海道のニュース                        |              |
| 中原真吾   | 松江             | 各種スポーツ中継 北海道のニュース                        |              |
| 横山哲也*  | 東京アナウンス室 | 各種スポーツ中継 北海道のニュース                        |              |
| 飯島徹郎*  | 東京アナウンス室 | 北海道のニュース                                         |              |
| 小林孝司*  | 東京アナウンス室 | 北海道のニュース                                         |              |
| 高鍬亮*    | 福井             | 北海道のニュース                                         | 札幌市出身   |
| 赤松俊理*  | 帯広             | 北海道のニュース                                         | 秩父別町出身 |
| 神門光太朗 | 帯広             | ほっとニュース北海道 （キャスター）                      |              |
| 飯尾夏帆   | 大分             | ほっとニュース北海道 （キャスター）                      |              |

### キャスター・リポーター
| 氏名                 | 前任地                  | 主な担当番組                                                   | 備考                       |
| IK専属シニアスタッフ | IK専属シニアスタッフ    | IK専属シニアスタッフ                                           | IK専属シニアスタッフ       |
| -------------------- | ----------------------- | -------------------------------------------------------------- | -------------------------- |
| 福井慎二             | 元正職員アナウンサー    | 北海道のニュース                                               | 札幌市出身                 |
| 契約キャスター       |                         |                                                                |                            |
| 渡邉美希             | 岐阜 （契約キャスター） | ほっとニュース北海道 （スポーツキャスター）                    |                            |
| 岩尾亮               |                         | ほっとニュース北海道 （リポーター）                            | 舞台俳優                   |
| 坂井里紗             |                         | ほっとニュース道央いぶりDAYひだか （リポーター・道央担当）     |                            |
| 内部明日香           | 室蘭 （契約キャスター） | ほっとニュース道央いぶりDAYひだか （リポーター・胆振日高担当） |                            |
| 江連すみれ           | 帯広 （契約キャスター） | NHKニュースおはよう北海道土曜プラス （サブキャスター）         |                            |
| 福光瞳               | 長崎 （契約キャスター） | NHKニュースおはよう北海道土曜プラス （サブキャスター）         |                            |
| 気象予報士           |                         |                                                                |                            |
| 浜崎慎二             |                         | ほっとニュース北海道                                           | ウェザーマップ所属         |
| 杉山友衣可           |                         | NHKニュース おはよう北海道                                     | 日本気象協会北海道支社所属 |
| 今井希依             |                         | NHKニュース おはよう北海道                                     | 日本気象協会北海道支社所属 |

### その他著名在籍者
- 中沢圭吾（編成業務スタッフ）

## NHK北海道ネットワーク
北海道では、札幌放送局を中心として各放送局がネットワークを構成している。北海道は地域が広大であることから、地域に密着した放送を行う必要があるため、時間帯により各放送局独自制作の番組を放送する。民間放送事業者ではテレビが札幌テレビ放送、AMラジオはHBCラジオとSTVラジオが同様にネットワークを構成しているものの、札幌放送局以外の各放送局が独自番組（CMを含む）を放送する比率はNHKの方が高い。
NHKでは旧アナログ放送・デジタル放送ともに各放送局別の差し替えを行っている。民間放送事業者は札幌テレビ放送（ワンセグは除く）が4地域で、AMラジオはHBCラジオが4地域、STVラジオは5地域で地域別ローカル放送を行っている。旧アナログ放送では札幌テレビ放送のほか、北海道放送も地域別ローカル放送を行っていた。
かつての旧アナログ放送時代、教育テレビジョンの放送開始・終了時の局名告知は、道内の全放送局のコールサインを一括して表示していた（総合は各放送局別に表示）。

### 旧小樽放送局・旧岩見沢放送局
- かつては、小樽市と岩見沢市にも放送局が設けられていた。いずれも放送局ではあったものの札幌放送局管内で呼出符号は付与されておらず（中継局扱い）、主に取材拠点としての業務を行っていたため、1988年7月22日に実施されたNHKの組織再編により、両放送局とも札幌放送局管内の報道室に格下げされた。併せて、岩見沢放送局が担当していた空知総合振興局のうち旭川に近い北空知地域が旭川放送局に移管された[注釈 25]。
- この再編ではFM放送のローカル放送を実施していない放送局が対象とされたが、それらの多くが報道取材拠点＋営業拠点としての「支局」にされた中、支局よりも下にあたる「報道室」に格下げされた放送局は小樽と岩見沢のみだった。
- また同時に、室蘭放送局は札幌放送局の、北見放送局は旭川放送局の、帯広放送局は釧路放送局のそれぞれ支局に格下げする計画もあった。これについては、担当エリアの広さなどの問題から実現には至らなかったが、2022年4月に道内7放送局体制は維持するも、ローカル放送（午後・夕方のローカルニュースワイドなど）の放送部のブロック分けを変更し、「道央」（札幌・室蘭）、「道北」（旭川・北見）、「道東」（帯広・釧路）、「道南」（函館）の4ブロックに再編（太字は放送局の統合先）した[10]。

## マスコット
NHK北海道ネットワークは函館放送局を除く6局に独自のマスコットキャラクターが存在しない。
函館放送局は、胸に「VK」と表示しているマスコット「う〜みん」となっており、函館放送局のホームページで見ることができる。
しかし民間放送事業者各社が独自のマスコットでステーションカラーの布石に一役買っていることから、全国に先駆けて、衛星放送15周年記念マスコット「ななみちゃん」の各放送局版『ご当地ななみちゃん』を北海道ネットワーク全局に投入した。
- 札幌放送局…YOSAKOIななみちゃん
- 函館放送局…いかななみちゃん
- 旭川放送局…ラーメンななみちゃん
- 帯広放送局…ラワンブキななみちゃん
- 釧路放送局…サケななみちゃん
- 北見放送局…あざらしななみちゃん
- 室蘭放送局…サラブレッドななみちゃん